# Paulo Sérgio Santos
Paulo Sérgio Cunha dos Santos ist ein brasilianischer Klarinettist, der auf dem Gebiet des Jazz ebenso aktiv ist wie auf dem der brasilianischen Popmusik, des Choro und der klassischen Musik.
Santos studierte an der Universidade Federal do Rio de Janeiro bei José Botelho und Jayoleno dos Santos. Von 1977 bis 1995 war er Erster Klarinettist im Orchester des Städtischen Theaters von Rio de Janeiro. Er arbeitete auch mit anderen brasilianischen Sinfonieorchestern als Solist und ist Mitglied des von Lorin Maazel geleiteten World Philharmonic Orchestra. Beim Acanthes-Wettbewerb für zeitgenössische Musik 1987 in Frankreich gewann er eine lobende Erwähnung.
Weiterhin ist Santos Mitglied des Quinteto Villa-Lobos, das sich der zeitgenössischen brasilianischen Musik widmet. Mit Maurício Carrilho und Pedro Amorim bildet er das in der Tradition des Choro stehende O Trio. Auf dem Gebiet der Popularmusik arbeitete Santos u. a. mit Turíbio Santos, Sivuca und João Carlos Assis Brasil zusammen.

## Diskographie
- Segura Ele, 1998
- Gargalhada (mit Caio Márcio Santos und Oscar Bolão), 2002
- Musica para Performances, 2005
- O Trio: Projeto III, 2005
- Brazilian Party, 2006
- Live: Sessions at 19 East, 2007